# Jay A. Pritzker
 Jay Arthur Pritzker (26 de agosto de 1922-23 de enero de 1999) fue un empresario estadounidense, organizador de compañías multi-industriales y miembro de la Familia Pritzker.

## Biografía
Pritzker nació en Chicago, Illinois, hijo de Fanny Doppelt y Abram Nicholas Pritzker. Su hermano fue Robert Pritzker. Fue padre de Dan Pritzker.

## Trayectoria
Formado como abogado, pronto diversificó los negocios familiares con base en Chicago, el Grupo Marmon, en la madera. Con su hermano Robert Pritzker, construyó una cartera diversificada de 60 corporaciones industriales. Creó la cadena de hoteles Hyatt en 1957, con su hermano Donald Pritzker y fue dueño de Braniff Airlines de 1983-1988.

## Premio Pritzker de Arquitectura
En 1979 se estableció el Premio Pritzker de Arquitectura, que ahora es considerado el más prestigioso honor en el campo.
En 2004, el Pabellón Jay Pritzker, diseñado por el arquitecto Frank Gehry, se completó como parte del Parque del Milenio en el centro de Chicago.